# Profesor wizytujący
Treść tego artykułu od 2023-09 należy opracować w taki sposób, aby nie uwypuklała nadmiernie polskiej specyfiki / aby nie zawężała się tylko do polskich warunków
Dokładniejsze informacje o tym, co należy poprawić, być może znajdują się w dyskusji tego artykułu.
 Po wyeliminowaniu niedoskonałości należy usunąć szablon [[Szablon:Dopracować|]] z tego artykułu.
Profesor wizytujący (z ang. visiting professor lub sessional instructor) – przed 1 października 2018 r. stanowisko na uczelni przewidziane dla pracownika naukowego lub naukowo-dydaktycznego, który miał stopień naukowy doktora habilitowanego lub tytuł naukowy profesora i był na stałe pracownikiem innej uczelni. 
Ustawodawca polski dopuszczał zatrudnienie na stanowisku profesora wizytującego osoby, która miała tylko stopień naukowy doktora oraz znaczne i twórcze osiągnięcia w pracy naukowej, jednak tylko na podstawie umowy o pracę. Powyższe obostrzenia nie dotyczyły obcokrajowców, którzy mogli być zatrudniani na stanowisku profesora wizytującego, gdy mieli doktorat. 
Na stanowisku profesora wizytującego w uczelniach wojskowych zatrudnić można było również generała lub admirała.